# Shamshera
Shamshera là một chi bọ cánh cứng trong họ Chrysomelidae.
Chi này được miêu tả khoa học năm 1936 bởi Maulik.

## Các loài
Chi này gồm các loài:
- Shamshera bennetti (Hope, 1831)